# PTT Marrakech
Le PTT Marrackech, également connu sous le nom de Barid Marrakech, était un club de handball basé à Marrakech, Maroc. Il a disparu à la suite de sa fusion avec son grand rival le Kawkab de Marrakech. Durant la période allant de 1982 à 1995, le PTT Marrakech a remporte un total de cinq titres nationaux : trois championnats et deux coupes.

## Palmarès
- Championnat du Maroc (3)
  - Champion : 1982, 1990, 1995
- Coupe du trône (2)
  - Vainqueur : 1982, 1986
- Coupe d'Afrique des vainqueurs de coupe
  - 3e place : 1999